# ويزغت
ويزغت هي قرية مغربية تنتمي لإقليم بولمان، جنوبي مدينة فاس. تضم هذه البلدة 5.509 ساكنا حسب إحصاء 2004.

## دواوير الجماعة
- دوار أم البقاع
- دوار البريجة
- دوار زروفة
- دوار مكدول اولاد يوسف
- دوار مكدول اولاد دحو
- دوار الكرارمة
- دوار واد الكرم
- ويزغت اولاد دحو
- ويزغت اولاد عبو
- دوار واد الجامع
- دوار تيكوتامين
- دوار العطشانة
- دوار تدماية
- دوار أوفريد
- دوار تاكوراست
- دوار إغرم أوفلا
- دوار تارجة
- دوار طاكنتشة
- دوار عش الغراب

دوار الدفلية